# یواس‌اس لانگ آیلند (اس‌پی-۵۷۲)
یواس‌اس لانگ آیلند (اس‌پی-۵۷۲) (به انگلیسی: USS Long Island (SP-572)) یک کشتی بود که طول آن ۱۶۴ فوت ۴ اینچ (۵۰٫۰۹ متر) بود. این کشتی در سال ۱۹۱۲ ساخته شد.